# Zornia leptophylla
Zornia leptophylla är en ärtväxtart som först beskrevs av George Bentham, och fick sitt nu gällande namn av Henri François Pittier. Zornia leptophylla ingår i släktet Zornia och familjen ärtväxter. Inga underarter finns listade i Catalogue of Life.